# Choanoderme
Le choanoderme, du grec choan (« collerette ») et -derma (« peau »), est la couche cellulaire (ou couche gastrale) interne de la plupart des éponges, s'opposant donc au pinacoderme qui est la couche externe.  Il est formé de cellules flagellées à collerette appelées choanocytes, qui ont une certaine ressemblance avec des choanoflagellés. Ces deux couches cellulaires sont séparées par une couche sans réelle structure semblable à de la gelée, le mésohyle, qui contient différents types de cellules. Le terme de « choanosome » (corps des choanocytes) est parfois employé pour qualifier l'ensemble des cellules ciliées qui créent le courant de filtration. Chez les Hexactinellida, il n'existe pas de choanoderme : il est remplacé par un choanosyncytium qui bourgeonne des structures semblables à des choanocytes.